# Assens Højskole
Assens Højskole var en folkehøjskole i Assens, som eksisterede fra 1978 til 1984.
Skolen, der var en af de "røde højskoler" i Danmark, blev opført i sommeren og efteråret 1977 af frivillig arbejdskraft fra hele verden. Det første kursus blev lanceret 6. januar 1978. Arbejdet på skolen drejede sig i høj grad om de danske arbejderes mulighed for gribe ind i og ændre de forhold, de lever under, på arbejdspladser og i boligområder. Desuden om mellemlagenes specielle situation og om, hvordan de bedst kunne solidarisere sig med arbejderklassen i kampen for at ændre samfundet. Højskolen lukkede i 1984.